# Oncholaimellus arcticus
Oncholaimellus arcticus is een rondwormensoort uit de familie van de Oncholaimidae. De wetenschappelijke naam van de soort is voor het eerst geldig gepubliceerd in 1957 door Allgen.